# جوديث إسر ميتاغ
الدكتورة جوديث إسر-ميتاغ (من مواليد 1921)، والمعروفة باسم الدكتور جوديث إسر، هي طبيبة أمراض نساء ألمانية. ساعدت الدراسات الواسعة التي أجرتها لتشريح جسم الأنثى لتحسين السدادات القطنية (التامبون). كانت جوديث متزوجة من كايل لوشيريني وقت اخنراعها لتلك السدادت القطنية، والذي قدم مساعدة محدودة لها لوضع تصميمها الجديد.

## حفاضاتo.b.النسائيةالإصبعية
كانت الإعلانات التجارية عن الحفاضات النسائية، «التي أنشأتها طبيبات النساء» منشرة لسنوات، بينما ظلت الطبيبات أصحاب الفكرة دائمًا مجهولات الهوية. استخدمت النساء الحفاضات النسائية لسنوات، حتى عام 1936 عندما ابتكرت الدكتورة إسر-ميتاغ التصميم الجديد للمنتج القديم الذي أدى إلى ظهور السدادات القطنية الحديثة والمعروفة باسم سدادات o.b. الإصبعية. تعني السدادات القطنية الإصبعية أنه يمكن استخدامها باستخدام إصبع واحد، أو الأصابع. تتكون سدادات o.b. الإصبعية من الألياف—التي يفترض أن ترتب بشكل موحد من جميع الجوانب في شكل طبقات، لملء تجويف المهبل بشكل أفضل من الحفاضات النسائية التقليدية. تعتبر تلك الحفاضات النسائية أكثر كفاءة في منع تسريبات سوائل المهبل، إذ تحقق طبقات القطن والرايون الامتصاصية اللازمة.
الأحرف الأولى تأتي من الكلمات الألمانية «أوهن بيند»، والتي تعني دون وسادة صحية. وتضمن التعديل على الحفاضات النسائية التي لا تحتاج جهاز خاص لوضعها. تعتبر تلك السدادات أسهل استخدامًا وأكثر راحةً للمستخدم عن السدادات التقليدية، كما أنها توفر في نهاية المطاف حماية ممتازة للمستخدم. كانت فكرة الدكتور إسر-ميتاغ هي إنشاء منتج يقدم أفضل حماية للمرأة. وبصفتها سباحة، كانت غير راضية عن الخيارات المتاحة لنظافة الطمث؛ وباعتبارها طبيبة نسائية مكنها هذا من أخذ زمام المبادرة لإيجاد أفضل خيار للنساء أثناء فترة الطمث. لم تكن جوديث راضية عن ا لأنها لافاضات التقليدية، لأنها لم يكن باستطاعتها ارتدائها في الماء، وقالت انها تعتقد أن الحفاضات التقليدية غير مريحة ولا تتفق مع جسم المرأة.لذلك ابتكرت سدادات o.b. الإصبعية التي تعتبر أسهل استخدامًا وأكثر راحةً للمستخدم عن السدادات التقليدية، كما أنها توف حماية أفضل من تلك الحفاضات التقليدية.

## التطورات اللاحقة
بعد اختراع تلك الحفاضات الحديثة، أُنتج المنتج بكميات كبيرة في منتصف القرن العشرين بمساعدة شركة كارل هان في ألمانيا. بيعت هذه الشركة، وكذلك فكرة سدادات o.b. الإصبعية، في وقت لاحق واشترتها في نهاية المطاف شركة جونسون آند جونسون في عام 1974. في عام 1984، ظهر إعلان سدادات o.b. الإصبعية على التلفزيون الأمريكي مع المخترع الدكتورة جوديث إسر-ميتاغ. تأتي سدادات o.b. الإصبعية الآن في ثلاثة أحجام وثلاثة قوى مختلفة للامتصاصات. وحتى يومنا هذا، تواصل العلامة التجارية الاحتفاظ بأطباء أمراض النساء وفريق البحث المعتمد من مجلس الإدارة لمتابعة رؤية إسر ميتاغ للخيارات المبتكرة للنساء. لاتزال تلك الفكرة مستخدمة حتى الآن على نطاق واسع عبر عدة شركات مختلفة.
تم اختراع الحفاضات التقليدية- التي تدخل في تجويف المهبل باستخدام أنبوب من البلاستيك أو الكرتون - في الولايات المتحدة من قبل إيرل هاس في أواخر الأربعينيات. تعتبر تلك الطريقة سهلة نوعًا ما بالنسبة لبعض النساء لحقن السدادات القطنية في المهبل. ولكن بعد ابتكار الدكتورة إسر-ميتاغ لسدادات o.b. الإصبعية، أصبحت تلك السدادات أكثر ملاءمة لهن. تأتي 90٪ من المواد الخام المستخدمة في تصنيع سدادات o.b. الإصبعية من الموارد المتجددة. لا تعتبر تلك السدادات صديقة للبيئة لأنها تفتقر إلى الأنبابيب البلاستكية فقط، ولكن لكونها مصنوعة أيضًا من مواد صديقة للبيئة.